# Casa di Ludovico Ariosto
La casa di Ludovico Ariosto, dove abitò il celebre poeta nell'ultima parte della sua vita, si trova in via Ariosto 67 a Ferrara.

## Storia
L'edificio è semplice in mattoni a vista, il tipico cotto ferrarese. La progettazione dell'edificio viene tradizionalmente attribuita a Girolamo da Carpi. Fu lo stesso Ariosto a fornire indicazioni sulla trasformazione della sua casa dopo averla acquistata dagli eredi di Bartolomeo Cavalieri.
Qui l'Ariosto trascorse gli ultimi anni, dedicandosi alla terza e definitiva redazione dell'Orlando Furioso, del 1532.

## Descrizione

### Interni
All'interno nel piano nobile è sistemato un piccolo museo dedicato al grande poeta: vi si trovano un calco del suo calamaio, la sua sedia e varie medaglie che lo raffigurano, come quella rinvenuta nella sua tomba quando venne ispezionata nel 1801. Nel corridoio centrale è esposta una copia dell'Orlando Furioso illustrato da Gustave Doré nel 1881. Nella stanza di sinistra, in cui si trova un elegante camino, sono esposti un busto e un ritratto ottocenteschi.
Oltre ad ospitare il museo nell'edificio si svolgono eventi, presentazioni di libri, mostre d'arte contemporanea e concerti. 

### Esterni
Sul retro della casa c'è un giardino che venne curato personalmente dal poeta una volta acquistata la proprietà, anche questo utilizzato per concerti ed iniziative temporanee.

### Epigrafi
Sulla facciata principale compaiono due iscrizioni latine. La prima, in un riquadro di terracotta al centro sotto il cornicione, recita:
L'epigrafe allude al fatto che, quando nel 335 a.C. Alessandro distrusse Tebe, diede ordine di non incendiare la casa di Pindaro («Πινδάρου τοῦ μουσοποιοῦ τὴν στέγην μὴ κάετε»), come racconta Dione di Prusa (Sulla regalità, II, 27D).
La seconda, scolpita lungo la cornice tra i due piani, contiene il famoso distico:
Sordida, parta meo sed tamen aere domus.»
(Ludovico Ariosto, iscrizione sulla facciata della casa, a proposito della casa stessa.)

## Fondazione Giorgio Bassani

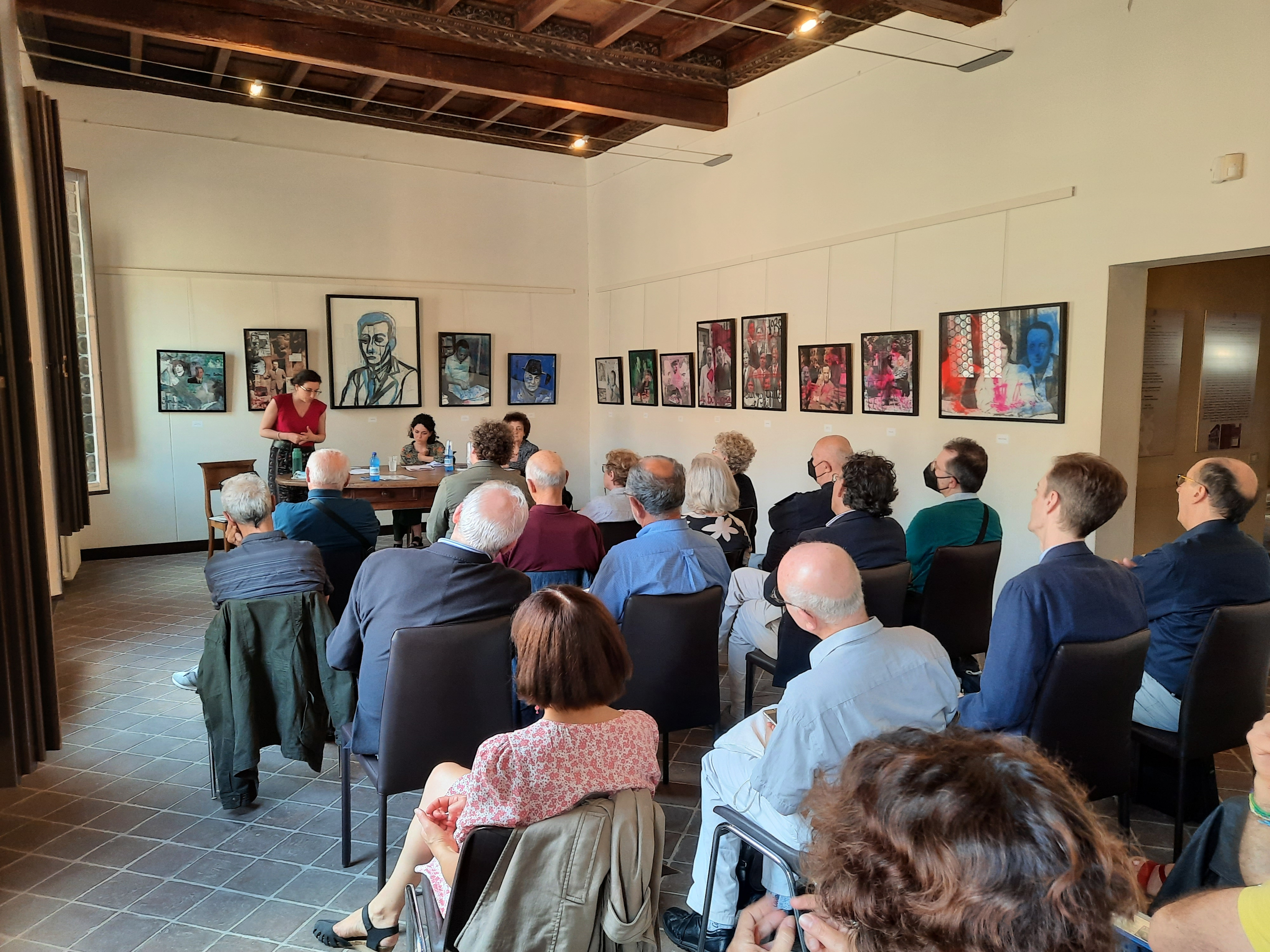
Un convegno presso la sede della Fondazione Giorgio Bassani, nel piano nobile di Casa Ariosto

In tre sale al piano terra dell'edificio ha una delle sue sedi la Fondazione Giorgio Bassani
che ospita le edizioni italiane e straniere delle opere, la biblioteca personale dello scrittore, l'Archivio eredi Paola ed Enrico Bassani, manoscritti e dattiloscritti con correzioni autografe e oggetti appartenuti a Bassani; vi è altresì esposta copia anastatica dei quaderni manoscritti de Il giardino dei Finzi-Contini, il cui originale è conservato nella Biblioteca comunale Ariostea di Ferrara.

## Galleria d'immagini

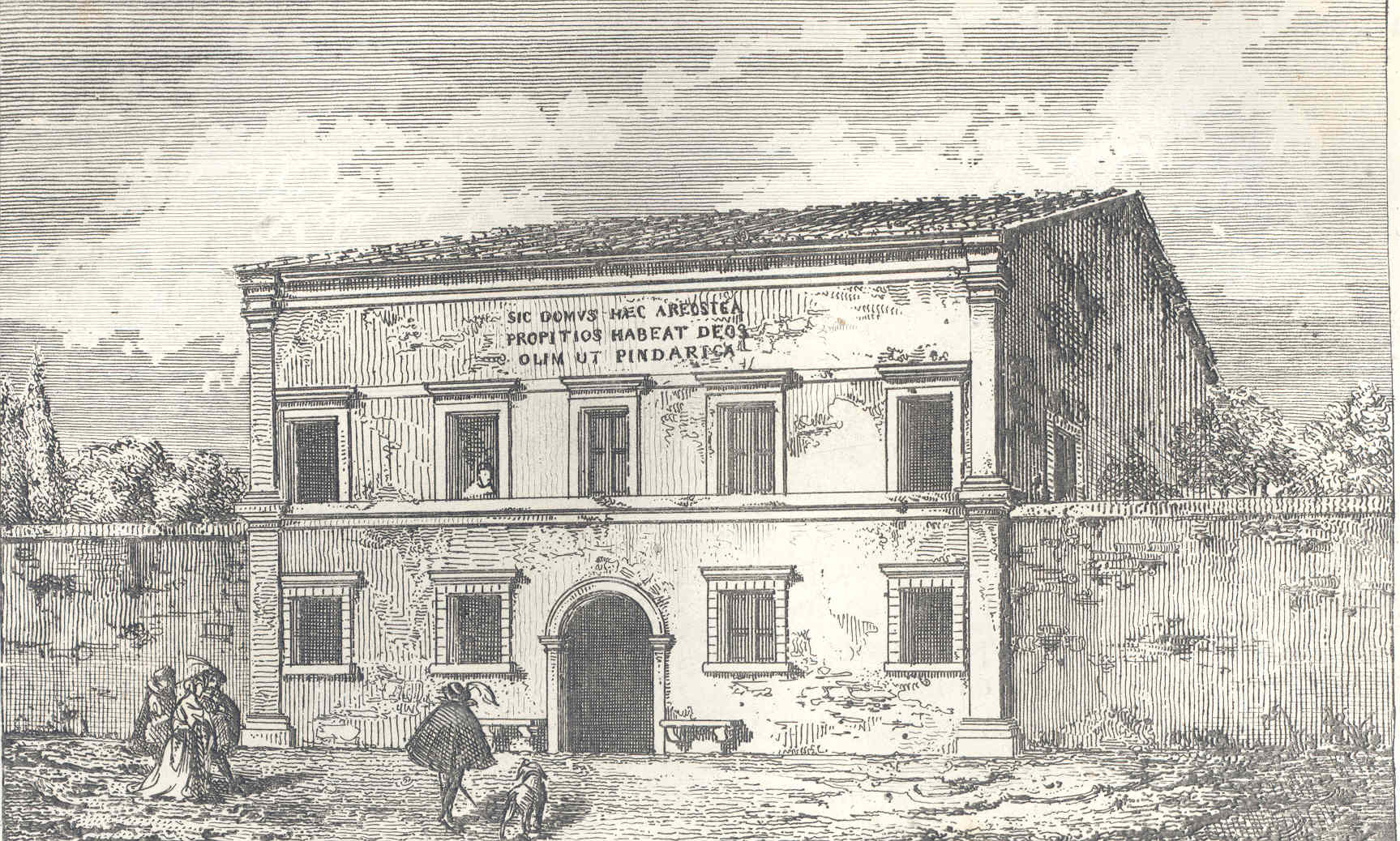
La Casa in una incisione dell'Omnibus Pittoresco
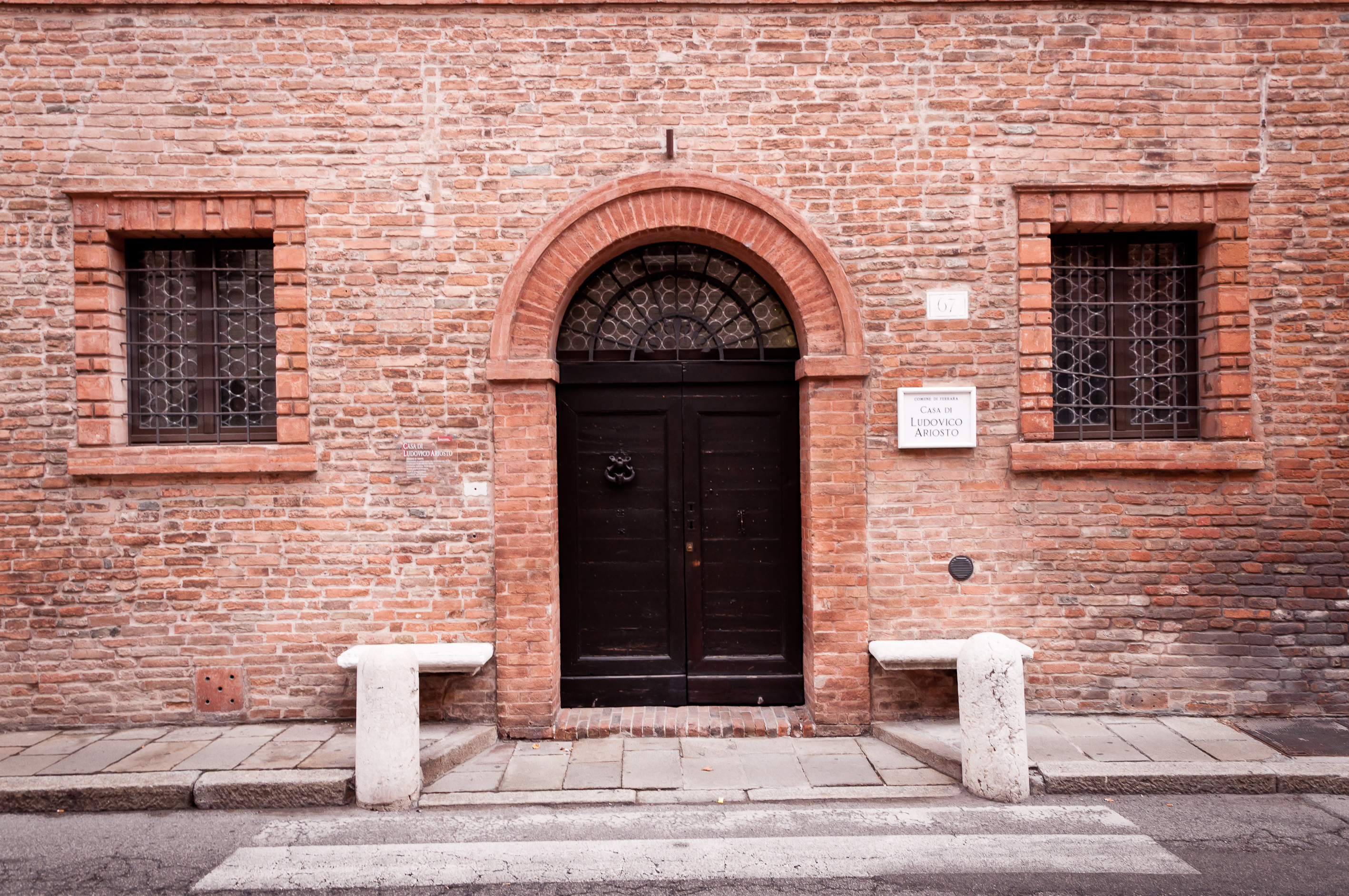
Portone d'ingresso. Nella parte superiore, l'iscrizione
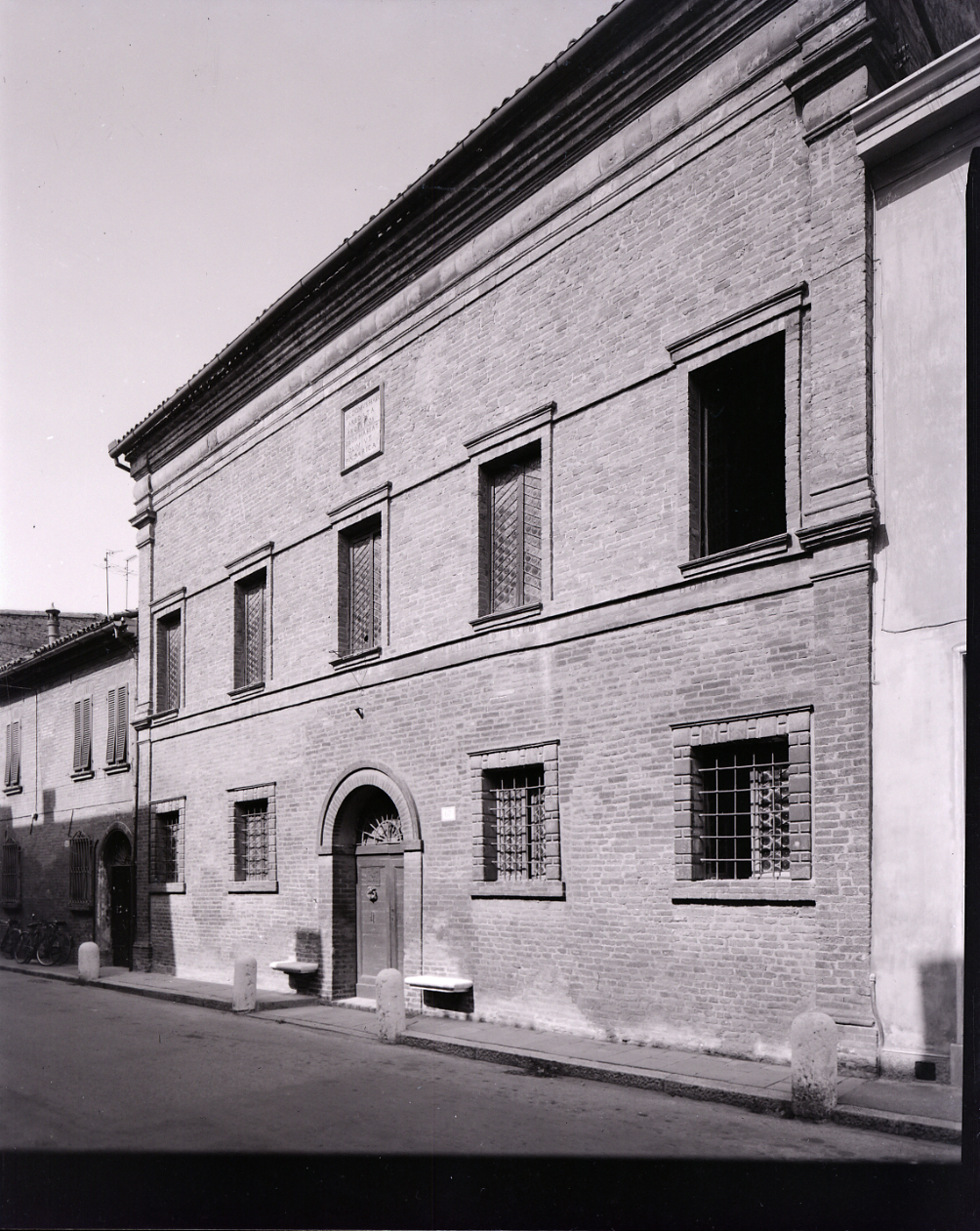
Uno scatto di Paolo Monti del 1965. Fondo Paolo Monti, BEIC
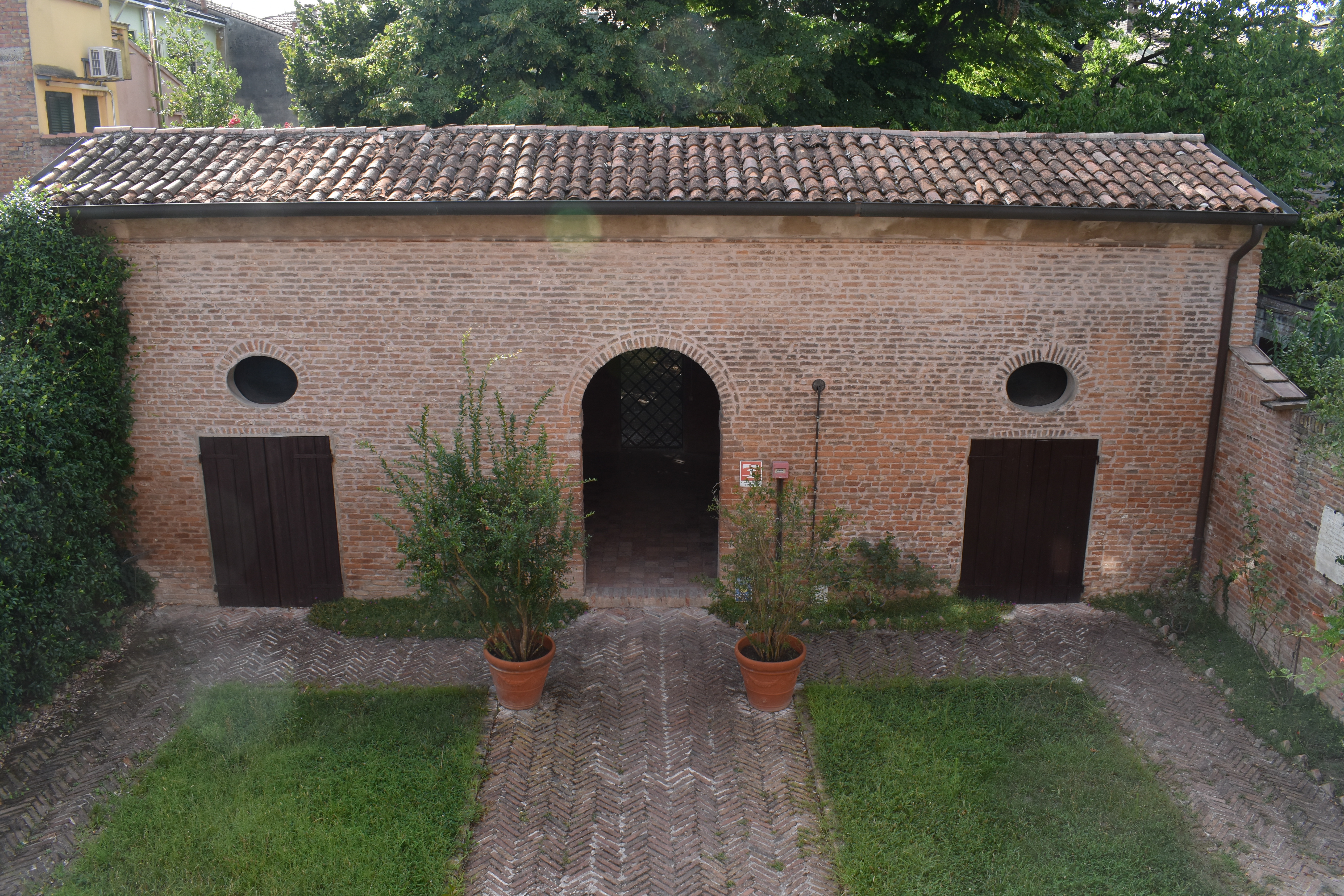
Corte interna
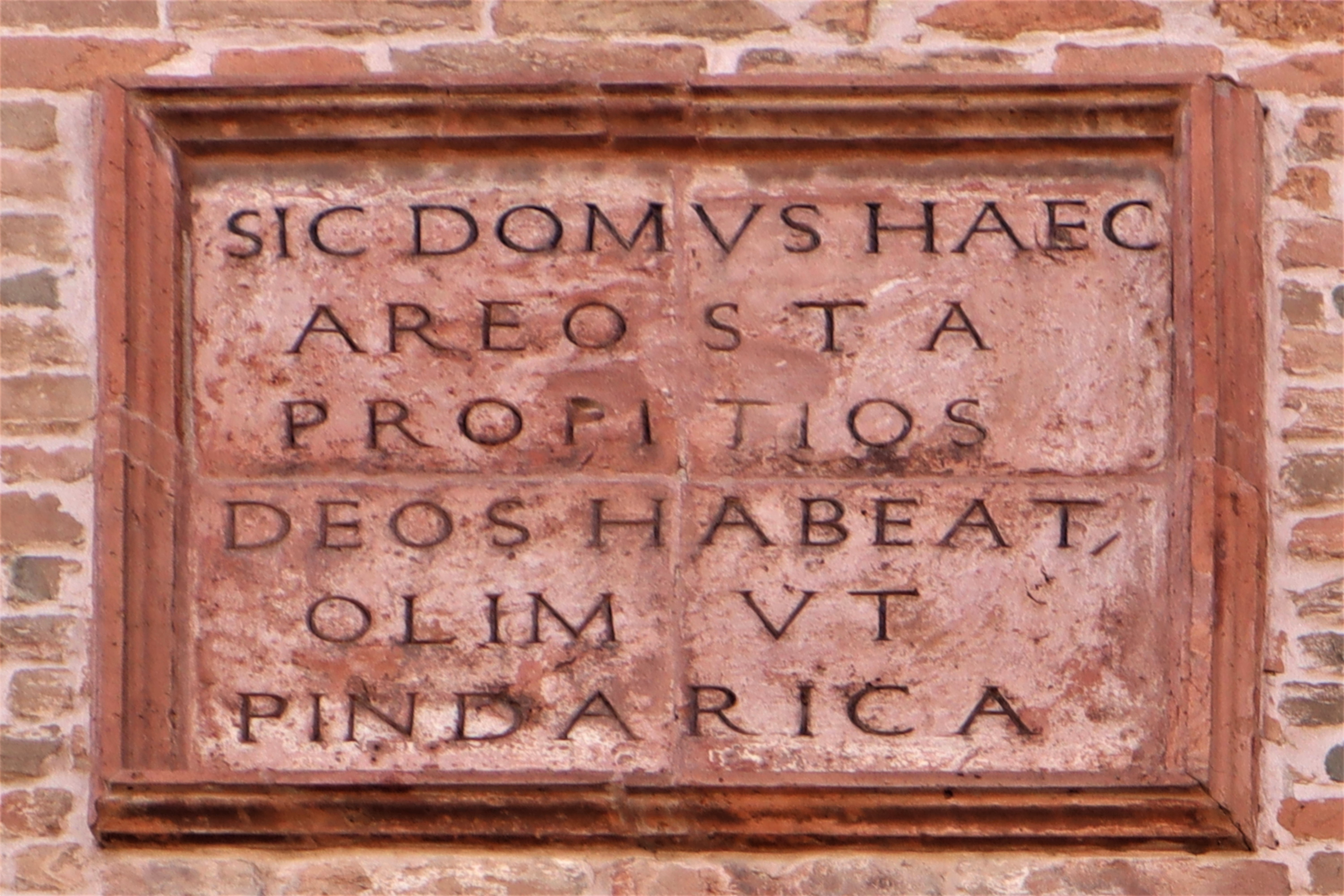
Epigrafe entro riquadro in terracotta sotto  il cornicione